# Alakoss
Alakoss (auch: Alakhos, Alakos) ist eine Landgemeinde im Departement Gouré in Niger.

## Geographie
Alakoss liegt in der nördlichen Sahelzone. Die Nachbargemeinden sind Tanout im Nordwesten, Tesker im Nordosten, Kellé im Osten sowie Damagaram Takaya, Gamou, Moa und Wamé im Süden.
Bei den Siedlungen im Gemeindegebiet handelt es sich um dreißig Dörfer, dreizehn Weiler, ein Lager und sechs Wasserstellen. Der Hauptort der Landgemeinde ist Garazou.

## Geschichte

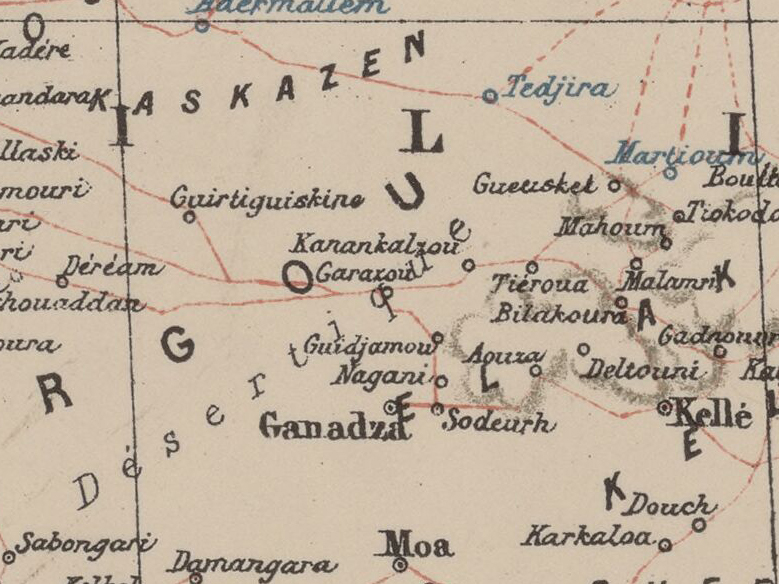
Ausschnitt einer Karte von 1903 mit dem Gemeindehauptort Garazou im Zentrum

Im 19. Jahrhundert stand Alakoss unter dem Schutz der Ikizkichen, einer Untergruppe der Tuareg, die die Unabhängigkeit des Landstrichs gegenüber den großen Nachbarn Gouré und Zinder sicherstellten. Die Ikizkichen gründeten das Dorf Garazou im Zentrum von Alakoss. Ihre Anführer waren Abou Beker und Afiouel, denen der von 1865 bis 1901 herrschende Babouji nachfolgte. 1898 belagerten Tuareg aus Damergou erfolglos Garazou. Baboujis Nachfolger wurde Ouantassa, der einer Intrige zum Opfer fiel und 1906 auf der Flucht in der Wüste Ténéré verdurstete.
Die Landgemeinde Alakoss ging als Verwaltungseinheit 2002 bei einer landesweiten Verwaltungsreform aus dem Kanton Alakoss hervor.

## Bevölkerung
Bei der Volkszählung 2012 hatte die Landgemeinde 19.199 Einwohner, die in 3.816 Haushalten lebten. Bei der Volkszählung 2001 betrug die Einwohnerzahl 15.173 in 2.988 Haushalten.
Im Hauptort lebten bei der Volkszählung 2012 1.081 Einwohner in 209 Haushalten, bei der Volkszählung 2001 812 in 160 Haushalten und bei der Volkszählung 1988 739 in 147 Haushalten.
In ethnischer Hinsicht ist die Gemeinde vor allem ein Siedlungsgebiet der Agropastoralismus betreibenden Kanuri-Untergruppe Dagara und der auf Fernweidewirtschaft spezialisierten Fulbe-Untergruppen Oudah’en und Wodaabe, ferner von Tuareg und Arabern.

## Politik
Der Gemeinderat (conseil municipal) hat 11 gewählte Mitglieder. Mit den Kommunalwahlen 2020 sind die Sitze im Gemeinderat wie folgt verteilt: 7 PNDS-Tarayya und 4 MNSD-Nassara.
Jeweils ein traditioneller Ortsvorsteher (chef traditionnel) steht an der Spitze von 22 Dörfern in der Gemeinde.

## Wirtschaft und Infrastruktur
Die Gemeinde liegt großteils in einer Zone, in der Agropastoralismus die vorherrschende Erwerbsform ist. Im Norden beginnt das Gebiet der reinen Weidewirtschaft.
In der Siedlung Daoutcha Koura ist ein Gesundheitszentrum des Typs Centre de Santé Intégré (CSI) vorhanden. Der CEG Daoutcha ist eine allgemein bildende Schule der Sekundarstufe des Typs Collège d’Enseignement Général (CEG). Beim Centre de Formation aux Métiers d’Alakoss (CFM Alakoss) handelt es sich um ein Berufsausbildungszentrum.